# Reação de Blaise
A reação de Blaise é uma reação orgânica que produz um β-cetoéster a partir da reação entre zinco metálico, um α-bromoéster e uma nitrila. A reação foi relatada pela primeira vez por Edmond Blaise (1872–1939) em 1901. O último intermediário é uma metaloimina, que é, então hidrolisada para fornecer o β-cetoéster desejado.
Ésteres alifáticos volumosos tendem a resultar em maiores rendimentos. Steven Hannick e Yoshito Kishi desenvolveram um procedimento aprimorado.
Notou-se uma tolerância a grupos hidroxila livres pno decorrer dessa reação, o que é surpreendente para reações de haletos organometálicos.

## Mecanismo
O mecanismo da reação de Blaise envolve a formação de um complexo organozinco com o bromo na posição alfa da carbonila do éster. Isso torna o carbono alfa nucleofílico, permitindo que ele ataque o carbono eletrofílico do nitrilo. O nitrogênio nitrílico negativo resultante deste ataque forma um complexo com o cátion monobrometo de zinco. O produto β-enaminoéster (tautômero do intermediário imina ilustrado acima) é obtido por processamento com 50% de K2CO3 aquoso. Se o β-cetoéster for o produto desejado, a adição de ácido clorídrico 1 M hidrolisa o β-enaminoéster para converter a enamina em uma cetona, formando o β-cetoéster.

## Ligação externa
- Reação de Blaise - Detalhes e Literatura Recente (em inglês)